# Franco Boselli
Pour les articles homonymes, voir Boselli.
Franco Boselli, né le 10 février 1958, est un ancien joueur de basket-ball italien. Il évolue au poste d'arrière. Il est le frère de Dino Boselli.

## Palmarès
- Coupe des clubs champions 1987
- Coupe des coupes 1976
- Coupe Korać 1985
- Champion d'Italie 1982, 1985, 1986, 1987
- Coupe d'Italie 1986, 1987